# Drömpyramiden
Drömpyramiden var ett tävlingsprogram med Rickard Sjöberg på TV4 i samarbete med Svenska Postkodlotteriet.  I programmet tävlar två par i frågesport. Man spelar 6 frågeomgångar på 90 sekunder vardera, och för varje rätt svar klättrar man högre upp i pyramiden. Det finns femton stycken containrar, varav fem stycken innehåller priser som är utvalda av parets vänner och släkt. Programmet är sedan 7 november 2024 pausat då Deal or No Deal (Sverige) visas istället.